# Кам'янка (пункт контролю)
51°55′12″ пн. ш. 30°49′35.3″ сх. д. / 51.92000° пн. ш. 30.826472° сх. д.
Ка́м'янка — пункт пропуску через державний кордон України на кордоні з Білоруссю через Дніпро.
Розташований у Чернігівській області, Ріпкинський район, в однойменному селі на березі Дніпра навпроти білоруського Лоєва. З білоруського боку знаходиться пункт пропуску «Лоєв».
Вид пункту пропуску — річковий. Статус пункту пропуску — місцевий (час роботи з 8:00—20:00). Влітку пункт пропуску працює під час руху катерів, взимку — під час встановлення льодової переправи.
Характер перевезень — пасажирський.
Пункт пропуску «Кам'янка» може здійснювати лише радіологічний, митний та прикордонний контроль.